# 嵩嶽慧安
嵩嶽慧安一稱嵩岳慧安（582年—709年），又稱老安，荊州枝江（今湖北省宜昌市枝江市）人。衛氏。禪宗高僧，法嗣於禪宗五祖東山弘忍。唐太宗貞觀年間，慧安至黃梅山，參謁五祖弘忍，得其心要。
高宗麟德元年（664），慧安游終南山，棲居石壁。永淳二年（683），高宗下詔造招提寺，延請禅師居住。至武則天稱帝后時詔見，慧安成為了一代國師。神龍二年（706），中宗賜紫袈裟。延請慧安禪師入宮，度弟子二十七人。
景龍三年（709，《碑》作“二年”），是年三月三日，矚門人︰「吾死已，將屍向林中，待野火焚之。」至八日，閉戶偃身而寂。隋開皇二年壬寅生。唐景龍三年己酉滅。春秋一百二十八歲。時稱老安國師。門人遵其遺命，將遺體安置在林間，果然看到野火焚身，得舍利八十粒，內五粒色紫。門人建塔安置。

## 師承
- 弘忍

## 弟子
- 坦然禪師 [5]

## 外部連結
- 高僧故事：经历九代帝王的128岁老禅师 （页面存档备份，存于）
- 农历三月初八 唐朝高僧嵩岳慧安国师圆寂纪念日[]